# Capanemia superflua
Capanemia superflua är en orkidéart som först beskrevs av Heinrich Gustav Reichenbach, och fick sitt nu gällande namn av Leslie Andrew Garay. Capanemia superflua ingår i släktet Capanemia och familjen orkidéer. Inga underarter finns listade i Catalogue of Life.

## Bildgalleri

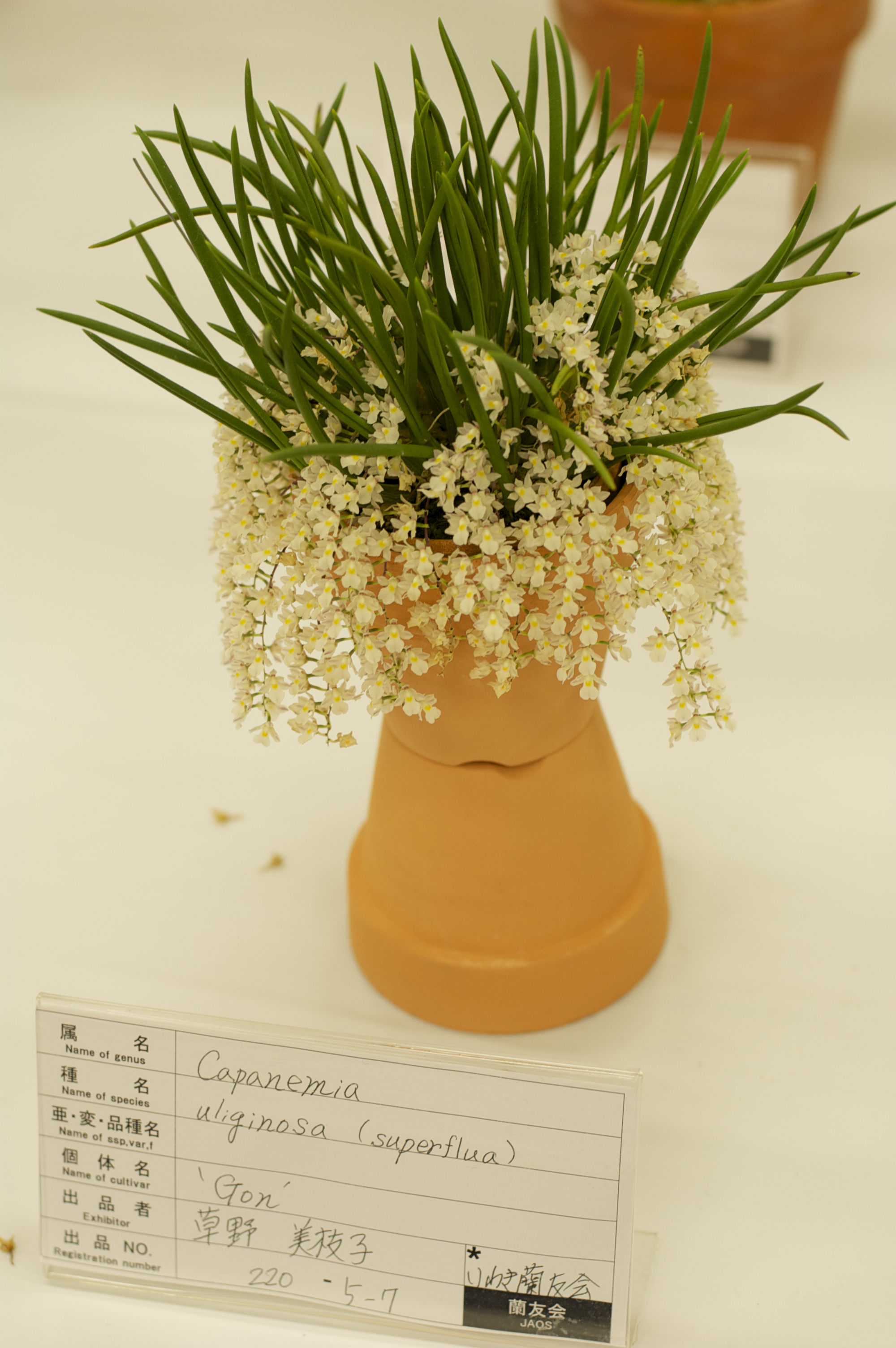